# Hemgöl (Målilla socken, Småland)
Hemgöl är en sjö i Hultsfreds kommun i Småland och ingår i Viråns huvudavrinningsområde.